# Arcidiecéze zadarská
Arcidiecéze zadarská (chorvatsky Zadarska nadbiskupija, latinsky Archidioecesis Iadrensis) je římskokatolická arcidiecéze v Chorvatsku.

## Historie

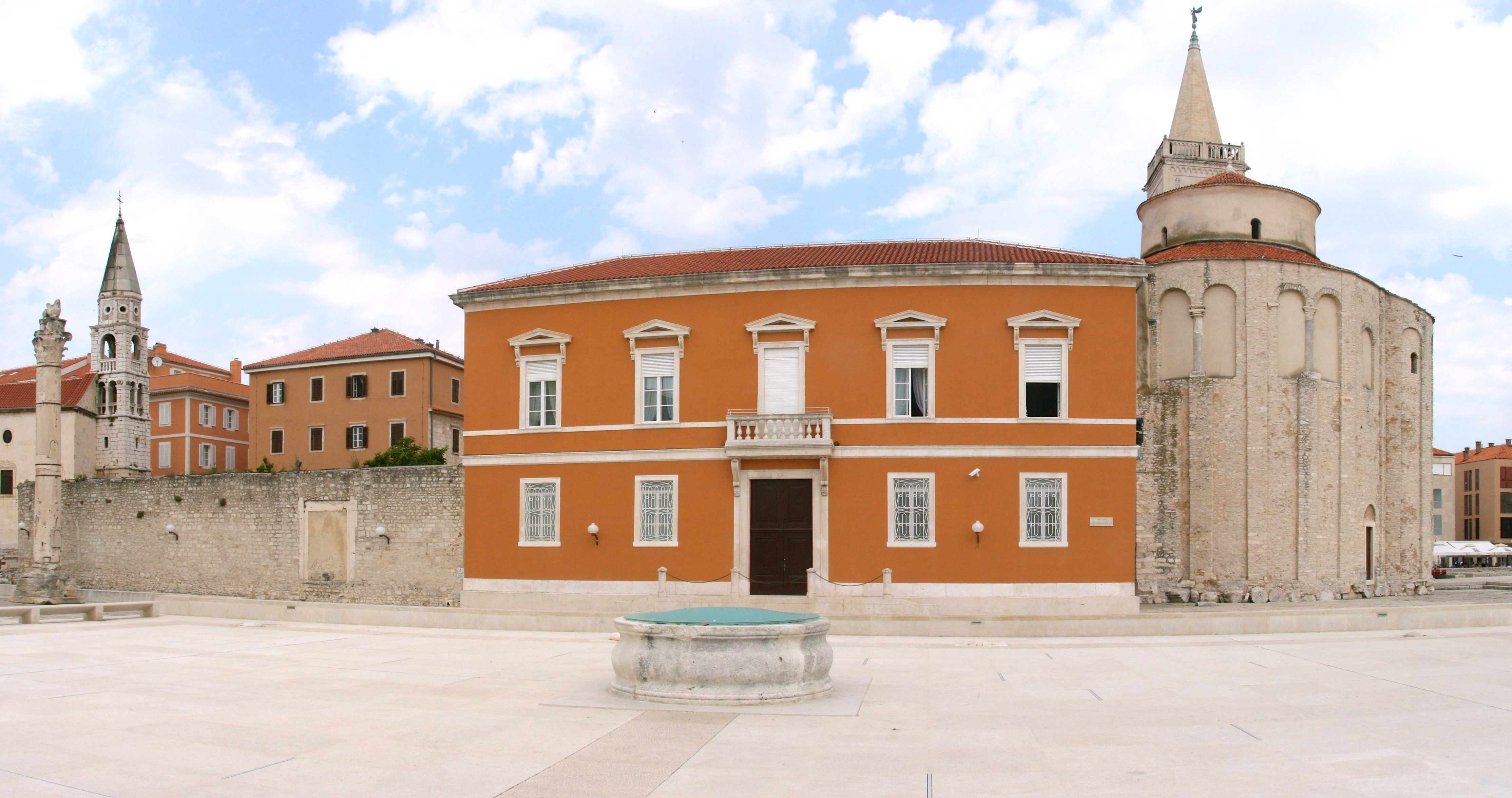
Arcibiskupský palác. Vpravo kostel sv. Donáta, nejstarší chrám v Zadaru.

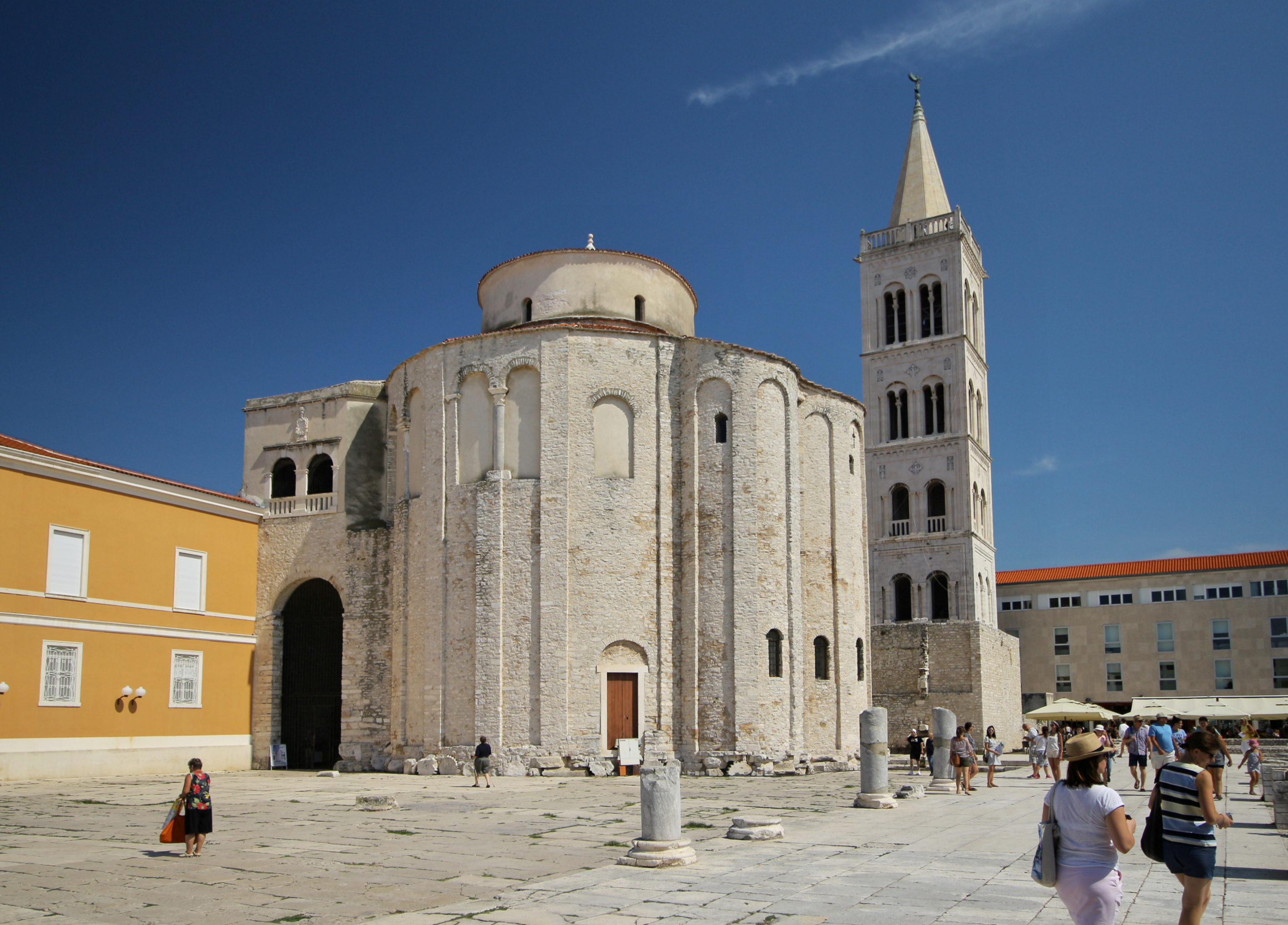
Kostel sv. Donáta a věž katedrály sv. Anastázie.

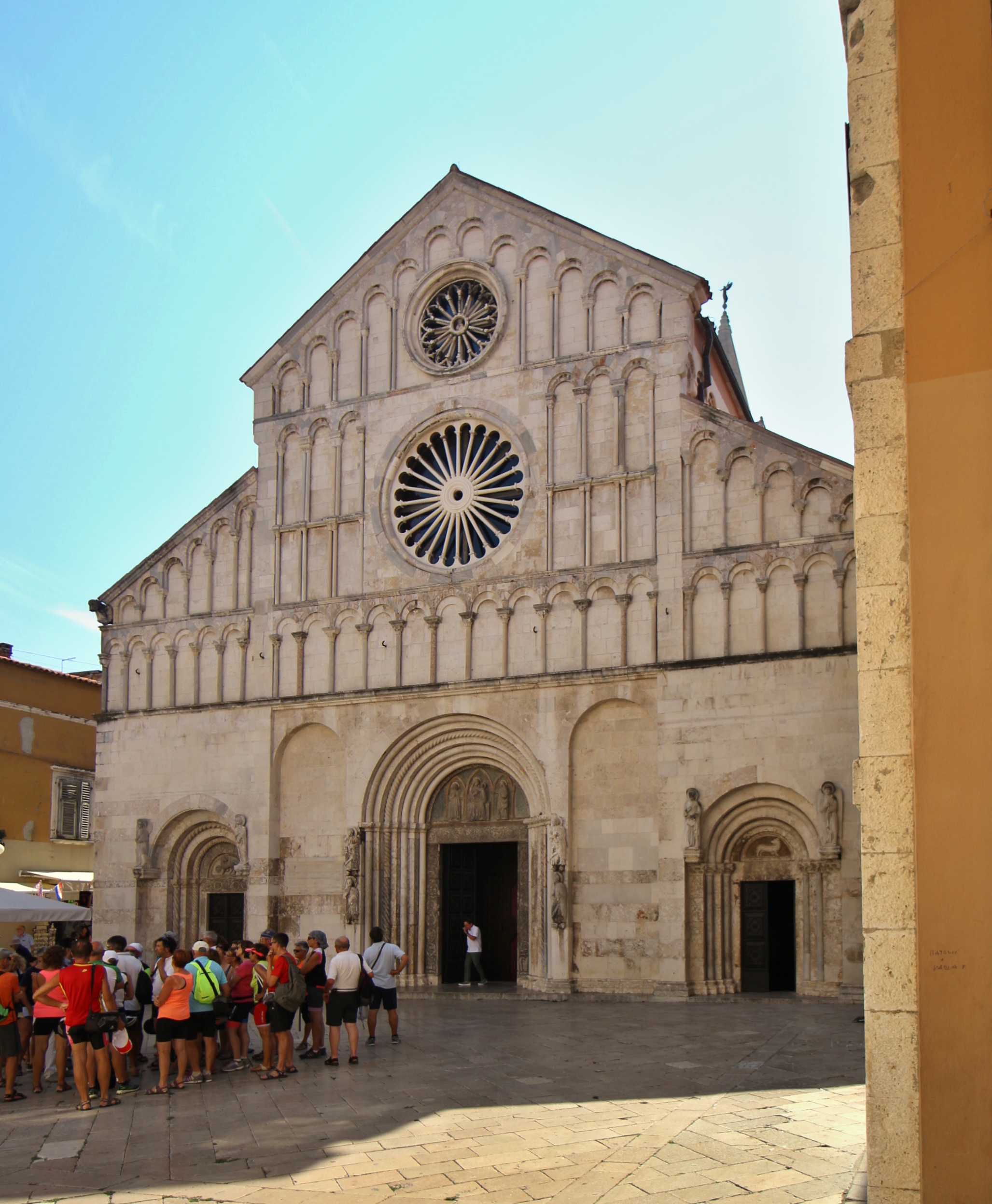
Katedrála svaté Anastázie v Zadaru

Zadarské biskupství je zmiňováno již v roce 530. Současná arcidiecéze zadarská je exemptní, tedy přímo podřízena Svatému stolci.
Dobu avarských nájezdů přečkal Zadar bez úhony a město se tak mohlo rozvíjet, jak po stránce politické, společenské, tak i církevní. Prvním biskupem se v 9. století stal Donát Zadarský (chorv. sveti Donat). Ten nechal na poloostrově v historické části města vystavět monumentální kostel Nejsvětější Trojice, který byl později pojmenován jako kostel svatého Donáta. Ve 12. století bylo biskupství povýšeno na arcibiskupství a metropolii.
Papež Alexandr III. v Zadaru strávil několik při své cestě do Benátek před setkáním s císařem Bedřichem Rudovousem 13. března 1177. Tvrdí se, že jej místní klér a obyvatelstvo přivítali aklamacemi a slavnostním zpěvem ve „slovanském jazyce“.
Roku 1607 bylo v Zadaru založeno „Collegium Illiricum“. V letech 1410 až 1820 ve městě působili písaři píšící hlaholicí a rovněž tak matriky na území arcidiecéze byly vedeny převážně v hlaholici, stylizované do chorvatského typu hlaholice. Zvláštní zásluhu na písemnictví v chorvatské hlaholici na území zadarské arcidiecéze mají zejména řád kapucínů, který v Zadaru a okolí působí od 13. století. S šířením hlaholské liturgie je spojen také benediktinský klášter Tkon na ostrově Pašman, z něhož byli roku 1347 českým králem Karlem IV. pozváni mniši zvaní hlaholáši do nově založeného kláštera Na Slovanech.
30. června 1828 došlo k restrukturalizaci arcidiecéze v rámci Rakouského císařství. Arcidiecéze zadarská byla potvrzena jako metropolie. Její správní oblast byla rozšířena na slavné biskupství Nin. Po podpisu Rapallské smlouvy dne 11. února 1920 připadly čtyři obce arcidiecéze Itálii. Kromě toho byl arcidiecézi odebráno postavení metropolie. Nicméně i nadále zůstala arcidiecézí, která je s několika dalšími sufragánními biskupstvími podřízena přímo Svatému stolci v Římě. Tento stav zůstal do konce druhé světové války. 1. března 1948 vydal Svatý stolec reskript, v němž uznává a potvrzuje platnost starých správních jednotek zadarské arcidiecéze.
Svého času bylo v Zadaru na 30 církevních staveb. Část těchto památných budov byla zničena v době druhé světové války. V roce 1970 byl zrenovován románský klášter Panny Marie, v němž byly benediktinky již od roku 1091. Klášter benediktinek je cenným svědectvím chorvatských dějin kultury a náboženství v době panování chorvatské královské dynastie. Katedrála sv. Simeona (chorvatsky Sv. Šimun) byla postavena ve 12. a 13. století, která je známá díky bohatě zdobeném, postříbřeném relikviáři s ostatky svatého Simeona. Významné jsou rovněž františkánský a dominikánský kostel v Zadaru.
Patrony města Zadaru jsou sv. Anastázie (chorvatsky Sv. Stošija). Té je zasvěcena zadarská katedrála, která je zároveň největší církevní stavbou Dalmácie.